# Pierre Bayonne
Pierre Bayonne (* 11. Juni 1949) ist ein ehemaliger haitianischer Fußballspieler.

## Karriere

### Verein
Im Verein spielte Bayonne für Violette AC.

### Nationalmannschaft
In der Verteidigung der haitianischen Nationalmannschaft war Bayonne gesetzt und kam regelmäßig zum Einsatz, so auch bei der Qualifikation zu der WM 1970. Mit seinem Land schaffte er es bis zum Entscheidungsspiel gegen El Salvador und war auch bei dieser Begegnung im Einsatz. Das Spiel verlor Haiti mit 0:1, somit war die Qualifikation zu der WM 1970 gescheitert.
Bei der Qualifikation zu der WM 1974 war er wieder im Kader und bestritt sechs Spiele. Diesmal konnte die Qualifikation erreicht werden und so nahm er mit Haiti erstmals bei der WM 1974 teil. Dort bestritt er alle drei Gruppenspiele, konnte aber das erwartete Ausscheiden seiner Mannschaft nicht verhindern.
Zur Qualifikation für die WM 1978 war er erneut gesetzt und bestritt auch hier wieder sämtliche Spiele, die erneute Teilnahme an einer WM wurde diesmal jedoch nicht erreicht. Insgesamt kam Bayonne auf 21 Einsätze für Haiti.
| Personendaten    | Personendaten                |
| ---------------- | ---------------------------- |
| NAME             | Bayonne, Pierre              |
| KURZBESCHREIBUNG | haitianischer Fußballspieler |
| GEBURTSDATUM     | 11. Juni 1949                |